# 稲垣理一郎
稲垣 理一郎（いながき りいちろう、1976年6月20日 - ）は、日本の漫画家・漫画原作者。漫画制作・版権管理会社米スタジオ代表。
『アイシールド21』『Dr.STONE』および『トリリオンゲーム』原作者。東京都出身。妹がいる。妻は舞台女優・声優の樹元オリエ。

## 略歴

### 学生
小学生、中学生のときは、パーソナルコンピュータでゲームを作るのが趣味だった。中学生のときに『まんが道』を読み、漫画業界に将来入ることを決意する。筑波大学附属駒場高等学校在学時、第3回まんが甲子園（1994年）に出場。

### 就職
漫画および映画の制作プロダクション（ホイチョイ・プロダクションズ）に在籍し、作画アシスタントもしており、コミックスと映画のスタッフロールに稲垣の名前（「稲垣理一郎」名義かは不明）が載ったこともある。漫画家時代に賞を受賞したり、『ビッグコミックスピリッツ』（小学館）で漫画を描いていた。

### 週刊少年ジャンプ移籍
2001年、『週刊少年ジャンプ』（集英社）主催の賞ストーリーキング第7回ネーム部門に、読切『アイシールド21』を応募し、史上初（結果的に唯一）の大賞（キング）受賞。読切の作画村田雄介によって漫画化され掲載。その後、『アイシールド21』は『週刊少年ジャンプ』週刊連載が決定。『アイシールド21』を連載するとき、編集部から「自分で絵も描きたいのか?」と聞かれ、「僕は少年漫画の絵は下手くそです。ネームに集中し、絵は上手い人に。その方が絶対いい物ができる!」と答えて漫画原作家に専念したい意向を伝えた。これにより、村田雄介が読切と同じく作画を担当する。
2006年、第71回手塚賞審査員を鳥山明、尾田栄一郎、手塚プロダクション、当時『週刊少年ジャンプ』編集部編集長の茨木政彦と共に務める。

## 人物

### 漫画関係
過去は青年誌『ビッグコミックスピリッツ』の漫画家だったことから、原作者でありながら絵もある程度描ける。そのため『アイシールド21』のネームには人物の顔や表情が詳しく描かれている。サインを頼まれたときには、稲垣なりの『アイシールド21』のキャラクターも描き添える。
『ビッグコミックスピリッツ』時代の編集とは、『週刊少年ジャンプ』移籍後も交流がある。他にもいくつかの編集部との関係を持つ。過去にお世話になった人には面白い漫画を描くことで恩返しがしたいと述べている。
自身が制作プロダクションで作画をしていた経験から「スタッフ」に、「補助」という意味の「アシスタント」という言葉には難色を示し、背景などを描くのも立派な創作活動という考えから、映画と同じように「美術スタッフ」等と呼ぶべきと考える。スタッフに敬意を払っており、稲垣の漫画『アイシールド21』では自身は原作家のためスタッフは使わないが、村田の作画では使うため、スタッフのやりがいにも繋がるとの考えから『アイシールド21』の単行本では必ずスタッフロールをつけている。
第71回手塚賞では他の審査員と共に助野嘉昭の才能を見出し大賞を出した。
もっとも尊敬する漫画家は、藤子不二雄Aと藤子・F・不二雄の両藤子不二雄。稲垣が漫画業界への進路をとるきっかけとなった『まんが道』を描いた両人に会うのが念願であり、審査員を務めていて招かれた手塚賞パーティーに来ていた藤子不二雄Aに挨拶をして願いを叶えた。
映画・漫画は王道あっての娯楽と考えており、少年漫画業界に「“少年メインにウケてる”王道少年漫画のヒット作がずっと出てない」と心配している。2008年に講談社が少年向け漫画雑誌『月刊少年ライバル』を創刊したときは、出版不況にありながら少年向けの新しい漫画雑誌を創刊する姿勢に、『週刊少年ジャンプ』のライバル雑誌でありながら応援を送っている。

### 趣味など
ゲームは稲垣の趣味の一つである。小中学生時のコンピュータゲームを作る趣味は『アイシールド21』を連載してからも続いており、カードゲーム「操り人形」のプログラムをHot Soup Processorで組み、ネットゲームにして友人と遊んでいる。時間がないながらもWii発売日に玩具屋に1時間前に並んで買い、Wiiの似顔絵チャンネルで『アイシールド21』のキャラクターの似顔絵を作って、Miiコンテストチャンネルで公開した。他にもニンテンドーDS用ソフト『クイズマジックアカデミーDS』を買い、インターネットで全国対戦している。現在はドラゴンクエストXをプレイしており、2013年8月3日にニコニコ生放送で配信された「ドラゴンクエストX ＴＶ　～１周年ありがとうスペシャル！～」では応援メッセージを寄稿した。
サザンオールスターズの大ファンであり、『週刊少年ジャンプ』 2018年36・37合併号で特集が組まれた際にはボーカルの桑田佳祐にインタビューを敢行した。
『アイシールド21』の連載を抱えながら、31歳にして普通自動車免許を取る。

## 米スタジオ
『アイシールド21』の制作に当たり、漫画原作制作・版権管理会社「米スタジオ」を立ち上げている。個人よりも法人の方が税金上のメリットがあるため、収入が大きくなった漫画家は漫画制作・版権管理会社を立ち上げることがある。稲垣の場合も、漫画原作のためアシスタントはいないが法人化している。
「米スタジオ」の名前には、アメフトの日本一決定戦ライスボウル、アメリカンフットボールを題材にした漫画だからアメリカ合衆国の略称「米国」、そして最も大きくは稲垣理一郎の稲などの意味が込められている。なお、『アイシールド21』の作画・村田雄介も同じく漫画制作・版権管理会社「ビレッジスタジオ」を立ち上げている。稲垣の「米スタジオ」および村田の「ビレッジスタジオ」の会社名は、アニメやゲームなどの著作権表示で目にすることができる。

## 受賞歴
- 2001年 - 『週刊少年ジャンプ』51号にて、第7回ストーリーキング・ネーム部門 キング受賞 56p（ストーリーキング史上初キング）
- 2019年 - 第64回小学館漫画賞少年向け部門（Dr.STONE）[25]
- 2024年 - 第69回小学館漫画賞受賞（トリリオンゲーム）[26]

## 作品リスト
- 何度でも6月13日（2001年、『ビッグコミックスピリッツ』増刊 新僧 10月1日 Vol.2に掲載）
- スクウェアフリーズ（2001年、『ビッグコミックスピリッツ』51号に掲載）
- LOVE LOVE サンタ（2002年、『ビッグコミックスピリッツ』増刊 新僧 2月1日 Vol.4に掲載）
- アイシールド21（読切）（2002年、『週刊少年ジャンプ』14号、2002年 『週刊少年ジャンプ』15号に掲載）作画：村田雄介
- アイシールド21（2002年、『週刊少年ジャンプ』34号 - 2009年29号）作画：村田雄介
- KIBA&KIBA（2010年、『週刊少年ジャンプ』30号） 作画：彭傑
- 心配怪盗 NO FACE（2011年、『週刊ヤングジャンプ』1号）作画：松井勝法
- αケンタウリ 動物園（2014年、『ジャンプ改』2月号・3月号）作画：松井勝法
- こぶしざむらい（2015年、『ビッグコミックスペリオール』17号・18号）作画：池上遼一
- Dr.STONE（2017年、『週刊少年ジャンプ』17号 - 2022年14号）作画：Boichi
- トリリオンゲーム（『ビッグコミックスペリオール』2021年1号 - 連載中）作画：池上遼一

## 出演媒体
- 2007年7月15日：朝日新聞『マンガの力』 - インタビュー
- 2017年7月30日〈29日深夜〉・8月6日〈5日深夜〉：『サンドウィッチマンの週刊ラジオジャンプ』（TBSラジオ） - ゲスト出演[27][28]
- 2018年8月27日：『漫道コバヤシ』（CSフジテレビONE） - ゲスト出演
- 2022年7月22日：『人気漫画家が選ぶ！本当にすごい漫画はコレだ！2022夏』（テレビ朝日） - お宅訪問
- 2023年1月：『マンガのラジオ』（ニッポン放送ポッドキャスト番組）- MC吉田尚記との対談、全5回